# Jack Lucien
Lucien Jack, conegut artísticament com a Jack Lucien (Kettering, Anglaterra, 19 de juliol de 1988) és un cantant i compositor anglès.

## Discografia

### Àlbums
- "New 80s Musik" (15/6/08)
- "EuroSceptic" (26/10/09)

### Singles
- "Gone Before It Happens" (5/7/04)
- "It's Unconditional" (4/9/06)
- "Rasputin" (promocional a 2008)
- "I'm Not Afraid" (19/01/09) [No 7 a Rusia. No 11 a Regne Unit)
- "State of Mind" (promocional a 2011)